# Ateneu Cultural Recreatiu de Santa Margarida de Montbui
L'Ateneu Cultural Recreatiu de Santa Margarida de Montbui és una obra del municipi de Santa Margarida de Montbui (Anoia) inclosa en l'Inventari del Patrimoni Arquitectònic de Catalunya.

## Descripció
Edifici de planta baixa. Originàriament de planta rectangular al que posteriorment se li afegí un petit cos de planta baixa i pis. La façana original és simètrica amb dos grups de tres finestres als extrems i una porta d'entrada situada al mig. Totes les obertures estan acabades amb un arc (rebaixat els de les finestres i de mig punt el de la porta) formats per maó i en els que ressalta la dovella central de pedra. La façana està coronada per un senzill acroteri, que amaga la teulada, posat sobre una cornisa de maó. En el punt central un frontó circular de maó emfatitza l'entrada. L'edifici queda alineat al carrer per una terrassa de construcció posterior i que no manté el mateix estil.

## Història
La societat es va fundar el 1922 però no fou fins al 1924 que es construí l'edifici, al constat de la Cooperativa Agrícola. El 1930 es va afegir la terrassa a l'entrada. L'edifici fou coonquistat durant la Guerra civil i un cop finalitzada, el mateix 1939, s'obre de nou i s'incorporen noves seccions recreatives. Durant els anys 1950-60 la sala de ball s'utilitza per cinema. El 1980 es va reformar el saló bar i el 1986 la sala del cinema.